# Municipio de Sadsbury (condado de Lancaster)
El municipio de Sadsbury (en inglés: Sadsbury Township) es un municipio ubicado en el condado de Lancaster en el estado estadounidense de Pensilvania. En el año 2000 tenía una población de 3.025 habitantes y una densidad poblacional de 59.2 personas por km².

## Geografía
El municipio de Sadsbury se encuentra ubicado en las coordenadas 39°52′24″N 75°59′29″O / 39.87333, -75.99139.

## Demografía
Según la Oficina del Censo en 2000 los ingresos medios por hogar en la localidad eran de $53,750 y los ingresos medios por familia eran de $56,034. Los hombres tenían unos ingresos medios de $35,779 frente a los $29,545 para las mujeres. La renta per cápita de la localidad era de $17,956. Alrededor del 12,7% de la población estaba por debajo del umbral de pobreza.